# Сірчанокислотна промисловість
Сірчанокислотна промисловість виробляє продукцію, яка має широке застосування та низьку матеріаломісткість виробництва. Сірчана кислота використовується у тестильній, харчовій, нафтопереробній, целюлозно-паперовій промисловості у виробництві акумуляторів тощо.
Сірчанокислóтна промислóвість — одна з основних галузей хімічної промисловості, яка виробляє сірчану кислоту, H2SO4.
Майже вся сірчанокислотна промисловість зараз використовує так званий контактний процес. Значення сірчаної кислоти дуже велике: вона застосовується у виробництві мінеральних добрив (в УРСР 2/3 всієї продукції сірчаної кислоти), соляної і азотової кислоти, барвників, штучного волокна, вибухових речовин, очищення нафтопродуктів; у метал., харч., целюлозно-паперовій, текстильній, шкіряній промисловості тощо. Основна сировина для сірчанокислотної промисловості — сірчані колчедани, самородна сірка, сірчані сполуки, що містяться у промислових та попутних газах. Тому що транспортування кислоти на велику віддаль нерентабельне, її виробництво розміщено у районах її споживання (особливо в місцях виробництва мінеральних добрив) і видобутку сірки.
| Рік  | СРСР  | УРСР      |
| ---- | ----- | --------- |
| 1928 | 211   | 72 (34)   |
| 1932 | 552   | 186 (34)  |
| 1940 | 1 587 | 407 (26)  |
| 1945 | 781   | 72 (9)    |
| 1950 | 2125  | 395 (19)  |
| 1960 | 5398  | 1311 (24) |
| 1970 | 12059 | 2223 (18) |
| 1974 | 16700 | 3974 (24) |

До революції сірчанокислотна промисловість була в Україні слабо розвинена; працювали лише З заводів: Костянтинівський (з 1897) і менші: Одеський і Вінницький. У 1913 Україна виробляла 45 000 т сірчаної кислоти (вся Російська Імперія — 145 000 т) переважно на імпортному колчедані. Під час перших п'ятирічок ґрунтовно реконструйовано діючі вже заводи і створено нові.
До 1920-их років основною сировиною для сірчаної промиловості в УРСР був уральський колчедан, пізніше також сірчані гази кольорової металургії та коксової промисловості; нині[коли?] головні — природна сірка і уральський сірчаний колчедан. Виробництво сірчанокислотної промисловості. донині зосереджується головним чином у місцях її споживання, тобто на підприємствах для виробництва мінеральних добрив (1970 — 70 % продукції). Тепер найбільші підприємства, що виробляють кислоту, — це хімічні комбінати:
- Сумський (з 1954),
- Вінницький (з 1912)
- Горлівський (з 1933)
- Костянтинівський хімічний завод
- Одеський суперфосфатний завод
- Кримський завод двоокису титану; ін. — в дніпродзержинському та на коксохім. зав. Донбасу і Придніпров'я. У перспективі постануть нові осередки промисловості у Передкарпатському сірконосному басейні — в Роздольському та Яворівському гірничо-промислових комбінатах, а також на Рівненському заводі азотних добрив.